# Paradoks Kleina
Paradoks Kleina – pozorny paradoks w interpretacji rozwiązań równania Diraca zastosowanego do problemu odbicia elektronu od skończonej bariery potencjału. Równanie Diraca przewiduje, że odbity strumień materii elektronu jest większy od strumienia padającego, a strumień przepuszczony jest ujemny. Praca z 2004 roku sugeruje, że gdy gęstość przestrzenna (spatial density) nadchodzącego elektronu pokrywała się z potencjałem, to elektron nie dopuszczał do kreacji par. Tunelowanie Kleina zaobserwowano w specjalnym nadprzewodniku topologicznym.